# 크리스티앙 벵상
크리스티앙 벵상(Christian Vincent, 1980년 2월 9일 ~ )은 캐나다의 댄서, 안무가, 배우, 텔레비전 배우이다.
윈저에서 태어났다.

## 영화
- 사랑의 법정 (2014년)
- 엘리제궁의 요리사 (2012년)
- 열정의 무대 2 (2008년)
- 노아의 방주 - 점핑 더 브룸 (2008년)
- 폴른 (2007년)
- 네 개의 별 (2006년)
- 미스 에이전트 2: 라스베가스 잠입사건 (2005년)
- 텍스타일 (2004년)
- 스몰빌 (2001년)
- 세이브 미 (2000년)
- 고인돌 가족 2 (2000년)
- 애니 (1999년)
- 아마도 (1999년)
- 이별 (1994년)
- 베일 속의 여인 (1990년)
- Classique (1985년)